# سامر سالم
سامر سالم لاعب كرة قدم سعودي في خط الهجوم من مواليد مدينة جدة 2 نوفمبر 1992 يلعب في نادي حبونا.
كانت بداياته مع النادي الأهلي ولعب بعدها في أندية الرائد والخليج والنجمة والأنوار والتضامن و الصقور و رضوى و حبونا.

## وصلات خارجية
- سامر سالم على موقع قاعدة بيانات كرة القدم.إي يو (الإنجليزية)
- سامر سالم على موقع Soccerway.com (الإنجليزية)